# マイティ・マジソード
『マイティ・マジソード』（Mighty Magiswords）は、アメリカ合衆国のテレビアニメ。カートゥーン・ネットワークで放送されていた。
2024年6月に原作者のカイル・アダム・キャロッツァ氏が児童ポルノの所持容疑で逮捕されたため、今後の再放送は困難になると思われる。2023年9月の時点では、Googleアカウントの内部に児童ポルノコンテンツが検知されたため、すでにGoogleアカウントが削除されていた。

## あらすじ
「戦士出張サービス」を開いているプロハイアスとバンブルの姉弟が、様々な依頼を受けて冒険へと出る。

## 登場人物

### 戦士出張サービス（Warriors for Hire）の関係者
プロハイアス・ウォーリアー（Prohyas Warrior）
声：カイル・A・キャロッツァ/宮下栄治
本作の主人公のひとり。自分を男らしい世界最強の戦士だと考えているが、実際は頭が悪くお人好しで、成り行きで本来の依頼と異なることもする。
好物はジャンクフードでいつもナメクジバーガーで食事をしている。
作詞、作曲のセンスがあり、よくアコーディオン・マジソードを使った自作の歌を披露している。
マジソードの収集が好きで、依頼報酬のほとんどはマジソードの購入に使っている。
いつも持ち歩いているドルフィン・マジソードには特に思い入れがあり、ペットのようにかわいがっている。
プロハイアスのお腹（Prohyas' Stomach）
声：ルーク・スキー(ミニエピソード）、ギルバート・ゴットフリード（TVシリーズ）/
プロハイアスが空腹、栄養不足等になると現れ、体を乗っ取り手当たり次第に食べ物を食べようとする。
バンブル・マリー・ウォーリアー（Vambre Marie Warrior）
声：グレイ・デリスル/米澤円
本作の主人公のひとりでプロハイアスの姉。自分は弟のプロパイアスよりはしっかりしていると考えているものの、たまに突飛な行動に出る。
読書が趣味でヴェロニカ・ヴィクトリアス（Veronica Victorious）シリーズの大ファン。
幼少期に大勢のリスに追いかけられたことがトラウマで、リスを怖がっている。
プロハイアスと同じくマジソードの収集が好きで、生活費よりもマジソードの購入を優先することも。
ズボンのはき心地が嫌いで、ズボンはかない主義を貫き通している。「ったく（Och）！」が口癖。
バンブルの脳みそ（Vambre's Brain）
声：キャンディ・ミロ/
バンブルが本能的な行動をした時に現れ、バンブルと口論をすることが多い。バンブルが睡眠不足などで弱っているときは体を乗っ取って行動する事もある。
グラップ（Grup）
声：カイル・キャロッツァ/松田健一郎
絶滅寸前のドラゴンで争いごとを好まないのんびりした性格。
ドラゴンの洞窟で生活していたが、謎のフードの女性の依頼で訪れたプロハイアス達にゲームで打ち負かされ戦士出張サービス本部に住み着くことになった。
ナントカの洞窟で冒険者を相手にする仕事をしている。「イェーイ（Yay）」が口癖。
ノーマン・ウォーリアー（Norman Warrior）
声：ダナ・ゴールド/
プロハイアスとバンブルの父親でブロッコリー農場を経営している。子供達が冒険家になることに反対しており、農場を継いで貰いたがっている。
カブラミカ・ウォーリアー（Kablammica Warrior）
声：レニー・アルバート/
プロハイアスとバンブルの母親。元は高名な冒険家であったが、ノーマンと結婚し引退した。
子供達の好きなようにさせるべきと考えており、冒険家になることにも賛成している。

### 魔法の道（Witch Way）の関係者
戦士出張サービスのライバル組織。本作のカートゥーンネットワーク・ヴィランズ。
モービディア（Morbidia）
声：キャンディ・ミロ(ミニエピソード）、メアリー・ファバー（TVシリーズ）/
魔法の道のリーダー。戦士出張サービスの成功を妬んでおり、よく仕事の邪魔をしている。
アドベンチャー・スクール時代の同級生で昔からプロハイアス達をからかっていた。登場時は専用のBGMが流れる。
ハグなどの愛情表現が嫌いらしい。
ガトー（Gateaux）
声：アリン・ハンソン/
モービディアの相棒。自分から話をすることは少なく、モービディアの言葉を繰り返すことが多い。バンブルと同じくヴェロニカ・ヴィクトリアスのファン。
猫の特徴を有しており、レーザーポインターのような猫の本能を刺激するものが弱点。モービディアによると尻尾はないらしい。
「シモーン 魔法の道に入る？」ではシモーンに追い出される形で魔法の道から抜けていたが、力仕事のためにモービディアに復帰を要求された。
モービディアに生活スタイルの管理をされているようで、復帰の際にダイエットしない日を週2日、週5回オウム返しをしていい、月1回のハグを要求していた。

### ライボフレイベン王国（Rhyboflaven）の関係者
プリンセス・ザンジ（Princess Zange）
声：グレイ・デリスル/池田海咲
ライボフレイベン王国の王女。雑用から護衛まで様々な仕事を戦士出張サービスに依頼している。
ファッションにうるさく、バンブルとプロハイアスを様々な格好にコーディネートして楽しむことも。登場時は専用のBGMが流れる。
髪はヘアスタイル・マジソードでセットしており、セットできないと顔を覆いつくすほど巨大になる。
レジナルド・ラヴィシャム（Reginald Lavishum）
声：カイル・キャロッツァ/
プリンセスザンジの付き人で戦士出張サービスへの仕事の依頼などを行っている。プロハイアスからは気取り屋さんと呼ばれている。
スプーニー（Spoony）
声：カイル・マッセイ/
ナメクジバーガーの経営者。「お客様は神様」の精神を掲げている。プロハイアス達がアルバイトをした際に使っていたマジソードを気に入り店に導入した。
ウィッチー・シモーン（Witchy Simone）
声：リンゼイ・キャロッツァ/池田海咲
ナメクジバーガーの店員（後にマネージャーに昇進）で、プロハイアス達のアドベンチャー・スクール時代の同級生。
アドベンチャー・スクールを卒業出来ておらず、いつか卒業して冒険を仕事にすることを夢見ている。
強大な魔力を有しているが上手くコントロール出来ていない。直情的な性格で単刀直入な物言いをする。
おちびちゃん（Squirt）と呼ばれることを嫌っており、「おちびちゃんじゃない（That's not my name）！」と言って激怒する。
ウィッチー・スパークルズ（Witchy Sparkles）という妹がいる。
マスコット（Mascott）
声：キャンディ・ミロ/
ウィッチー・シモーンが自宅のアパートで飼っている猫。
ラルフィオ・セーバーウェア（Ralphio Sabreware）
声：ミスター・ローレンス/
ラルフィオのソード店の経営者で多種多様なマジソードを販売している。プロハイアスとバンブルはほぼ唯一のお得意様らしい。
お金を得ることに執着しており、所持金の少ない客であっても何かしらを売りつけようとする。
ウォブルズ（Wobbles）
声：カイル・キャロッツァ/
ラルフィオがペットにしているスライム。元はプロハイアスが深き暗闇の森から拾ってきたものだが、扱いきれなかったためラルフィオに譲られた。
ノヴィル（Noville）
声：フィル・ラマール/
プリンテッド・ページ書店の経営者。バンブルに恋心を抱いている。
プロハイアスの計らいで購入したスイス・ネービー・マジソードの特訓をきっかけにバンブルとの交流を深めることが出来た。
ヘルムート（Helmut）
声：カイル・キャロッツァ（ミニエピソード）、ミスター・ローレンス（TVシリーズ）/
兜をかぶった小柄な男。ブリンテット・ページ書店で働いているが、常識知らずで横柄な態度を取っている。
モービディアに魔法で変身させられてからは蛙の姿になっている。ミニエピソードではプリンセス・ザンジのお付きのようなポジションとなっていた。
謎のフードの女性（The Mysterious Hooded Woman）
声：グレイ・デリスル/
紫色のフード付き衣装を着た女性で戦士主張サービスのお得意様。含みのある謎めいた言動をするが、実際は普通の内容であることが多い。
オールドマン（Old Man Oldman）
声：カイル・キャロッツァ/
戦士出張サービスのお得意様であるが、依頼の内容は殆どが雑用であるためプロハイアスたちは嫌がることが多い。
人の話をよく聞かないため、会話が成立していないことが多い。老人であるが筋肉質な体をしている。
オムニバス（Omnibus）
声：ハル・ルブリン/
希少なアイテムを収集している魔法使い。戦士出張サービスによくアイテムの収集を依頼している。
いつも突然登場し名乗りを上げようとするが最後まで名乗らせてもらえない。魔法の力で体の部位をバラバラにして動かすことが出来る。
フード（Füd）
声：グレイ・デリスル/
希少な食物愛好家でりんご型の帽子をかぶった女性。戦士出張サービスによく食物の収集を依頼している。
金払いがよく、有り金全部を報酬としてくれたこともある。
スナックス（Snax）
声：ジャック・マクブレイヤー/
フードのボーイフレンドでオレンジ型の帽子をかぶった男性。フードと共にフードファイト（FüdFit）という食べ物を武器として戦う番組を配信している。
パッキーダムス・パッカード（Pachydermus Packard）
声：ケン・ミッチロニー/
戦士出張サービス本部の大家で象のような外見をしている。家賃の滞納は許さない性格で期日が近づくと取り立てに現れる。
ビューフォード（Buford）
声：ジム・カミングス/
戦士出張サービスに落としたコンタクトレンズの探索を依頼した。

### ナントカの洞窟（Cave of Stuff）の関係者
不毛なフェイスランドにあるレベル1の洞窟。冒険者が最初に訪れる洞窟であるため攻略難度は低い。
スカリヴァン（Skullivan）
声：ルーク・スキー/
骨のモンスター。よく休憩室でレディ・ヒスに愚痴を言っている。いつも気だるそうにしているが仕事はしっかりとこなしている。
レディ・ヒス（Lady Hiss）
声：リンゼイ・キャロッツァ/
蛇のモンスター。愛想とノリがよく相手に合わせるのが上手い。舌っ足らずな話し方をする。
プラッグ（Prug）
声：カイル・キャロッツァ/
グラップの兄のドラゴン。外見はグラップに似ているが大きさは数倍ある。グラップ以上にのんびりとしておりあまり動かない。
グラップより前にプロハイアス達と会っていたがなぜかプロハイアス達は忘れてしまっていた。

### ドロボウ組合（The Brotherhood of Thieves）の関係者
偉大なるプーバー（Grand Poobah）
声：キャンディ・ミロ/
ドロボウ組合のリーダー。泥棒コンテストでも一位となっており他のメンバーからにとって憧れの存在。
フィル（Phil）
声：エリック・バウザ/
ライボフレイベンの住民から盗みを働く小柄な泥棒。プロハイアス達もよくお金やマジソードを盗まれている。
盗んで使おうとしたことがあるためドルフィン・マジソードから嫌われている。
「戦士にもオフは必要」ではプロハイアス達への復讐のため他のメンバーとともに監獄ロボットジェイルトロンに乗り込んだ。
ナゾー（Naso）
声：カイル・キャロッツァ/
ドロボウ組合に所属する大柄な男。泥棒コンテストの順位についてフィルと争っていた。
ジェイルトロン右腕担当で悪党ブラック。
自称ミステリアスな過去を背負った孤独な男。
バーダ（Birda）
声：アリン・ハンソン/
ドロボウ組合に所属する長身の女。
ジェイルトロン左腕担当で悪党グリーン。
自称ジョークに本心を隠すユーモアあふれるお茶目な女
パーランス（Purrlance）
声：アリン・ハンソン/
ドロボウ組合に所属する小柄なぶち猫の男。
ジェイルトロン両足担当で悪党ブルー。
チームのやる気を高めるお笑い大好き陽気なムードメーカーと言っていたが、やる気のなさそうな顔をしていた。
各メンバーは戦士達絡みで監獄に捕まっていたが、彼は無関係な無料駐車で捕まっている。

### 恐竜王国（Dinosaur Kingdom）の関係者
キング・レックストファー（King Rexxtopher）
声：エリック・バウザ/
恐竜王国を治める王。他国からの侵入者を激しく嫌っており、恐竜パトロール隊を率いて追い払おうとする。
クロー・マジソードを使って手の短さを補っている。人間アレルギーであり、食べてしまうとお腹にガスが溜まってしまう。
グーマー（Goomer）
声：カイル・キャロッツァ/
眼鏡をかけたスライム。アンキロサウルスの子供、フランキロと仲がよい。
恐竜パトロール隊（Dino Patrol）
ヴェロキラプトル、ブラキオサウルス、アンキロサウルス、トリケラトプスで構成されるパトロール隊。各々固有の武器と乗り物を操り侵入者に対抗する。

### その他
ナレーター（Announcer）
声：カイル・キャロッツァ/
場面転換やマジソードを取り出す際などにナレーションをする。ナレーターではあるがどこかキャラクター然とした話し方をする事もある。
プロハイアス達にも声は聞こえているらしく、バンブルに「大きな声のおじさま」と呼ばれたことがあり、それに対する返答もしていた。
ホッパス（Hoppus）
声：エリック・バウザ/
人間不信のウサギでライボフレイベンとコタシアムの中間の土地に住んでおり、お金さえ貰えれば誰のためにでも働く傭兵稼業を生業としている。
野菜のマジソード溺愛、収集しており、心の中は野菜だろうという考えで地面に埋めて保管している。
マジソードを盗まれた際に知り合ったカブラミカの作ったブロッコリースープを気に入っている。
ネディ（Neddy）
声：タウンゼンド・コールマン/
プロハイアス達のアドベンチャー・スクール時代の同級生。外見はクマで巨大な木槌を武器にしている。
人の名前を覚えるのが苦手で相手が名札をつけて目の前で名乗っていても覚えることが出来ない。
ナントカの洞窟を攻略した際に自分の住処にしようとしたが名前当てクイズに回答できず追い出された。
空腹になると何でも食べようとするなど行動がおかしくなる。
ノーハイアス（Nohyas）
声：カイル・キャロッツァ/
プロハイアスに酷似した外見(カイゼル髭、帽子の有無、色合いが異なる)の謎の男。左手はバンブルの格好を真似ており、ハンドブルと名乗っている。
人生を乗っ取られそうになったプロハイアス達と対立する。戦闘力はプロハイアス達よりも一枚上手で、一人でスーパーチームワークコンボを使用出来る。
似てはいるものの区別のつく外見であるにも関わらず、周囲の人は偽者だと気付いていなかった。「ノーイエー（No-Year）」が口癖。
ドッキー・ボードマン（Docky Boardman）
声：ルーク・スキー/
ボードウォークのオーナー。
プロハイアス達が仕事の際にボードウォークを荒らすことに憤慨していたが、依然助けられたカブラミカの子供ということを知り態度が軟化させた。
ロング・ジェームス（Long James）
声：フィル・ラマール/
キールホール入り江の市長。海賊であるがライボフレイベンの経済に影響するような悪事は禁止している。
フロンク（Flonk）
声：ポール・シュリアー/
プロハイアス達の子供時代の知り合いで、彼らをいじめていた。
大人になってからは悪事とお笑いを組み合わせたおワルい男を自称し、悪事を働いている。
マンフィッシュ・フィッシュマン（Manfish the Fish Man）
声：ビル・コップ/
ボードウォーク沖の海に住んでいる半魚人の男（外見は手足の生えた魚で口の中に顔がある）。海を荒らすものに対して容赦なく襲い掛かってくる。
ウィルバー・ポーク・ロイン三世（Wilbur Pork Loin III）
メス湖の王国を治めていた王。物語開始時点で故人となっている。プリンセス・ザンジによるとかわいいお爺さんであったらしい。
ポルシーナ・ポーク・ロイン（Porcina Pork Loin）
声：ジュディー・テヌータ/
メス湖の王国を治める女王。かわいいものが好きで友好の贈り物を届けに来た使者を捕らえてペットにしていた。
ハムバス（Hambus）
声：カイル・キャロッツァ/
メス湖に住んでいる巨大な豚。メス湖の城までプロハイアス達を運んだ。豚であるため悪臭が効かないらしい。
スティーブ（Steve）
声：アリン・ハンソン/
メス湖の王国に捕らえられていたライボフレイベンの使者の一人。脱走を試みるが捕まり、ポルシーナ女王にふわふわ坊やと名乗ることを強要されていた。
ジェストー・ザ・ベストー（Jest-O the Best-O）
声：ミスター・ローレンス/
プロハイアス達がオムニバス家の留守番をしていた際に訪れて来た道化師。
威張りんぼ道化師マジソードに操られて面白いことを強要されており、プロハイアス達を操り家のコレクションを全て破壊させた。
ツリー・ジェイ（Tree J）
声：カイル・キャロッツァ/
深き暗闇の森に生えている木。森の動物達とラジオDJのようなことをしている。
スマッシュルーム（Smashroom）
声：ハル・ルブリン/
深き暗闇の森に生息している巨大なキノコの怪物。植物を食べることでさらに巨大化する。
かぼちゃの家を守る依頼を受けたプロハイアス達と対決し、巨大かぼちゃの種を食べて巨大化したゾンビ・パンプキン・マジソードに食べられた。
ペニー・プラズム（Penny Plasm）
声：ケイト・マイカッチ/
トランシルベリアの館に住んでいる幽霊。プロハイアスに恋をしあの世へ連れて行こうとするが逃げられる。
惚れっぽい性格のようで後に館を訪れたフィルも館の中に連れ込んでいた。
グローリ（Glori）
声：エリカ・ラットレル/
戦士出張サービスの熱狂的なファン。プロハイアス達に救ってもらおうと各地でトラブルを巻き起こした。
うんざりしたプロハイアスに怒られ突き放されたことで二人への復讐を誓う。
グリムシバルド・フェムルスワース13世（Sir Grimmsibald Femursworth XIII）
声：ジェフ・ベネット/
プリンテッド・ページ書店に化け学辞典を求めてやってきた骨の体をした魔法使い。手に入れた化け学辞典を使用して1000年前の姿に変身した。
フロストフェラトゥ（Frostferatu）
声：デイブ・アレン/
トランシルベリアに生息するモンスター、スノーマンパイアの主人。
オムニバスの依頼でやってきたプロハイアス達からスーパー・シューティングスター・マジソードを奪ったため、激怒した二人に全マジソードを使った攻撃で撃退される。
マスクの番人（Keeper of the Mask）
声：ジム・カミングス/
マスク・マジソードの番人。ハッピーにこやかマスクを作るまで外に出られない呪いにかかっていたが、バンブルによって呪いが解かれた。
その後も稀に背景等でカメオ出演をしている。
背高男（The Tall Uninteresting One）
声：フィル・ラマール/
バスケットボール対決の助っ人としてラルフィオから紹介された男。名前の通り背が高くバスケットボールの技術も優れている。
プロハイアス達に自分の中の変な部分を出せば試合に勝てるというアドバイスをした。
デビーズ（DeBizz）
声：エディー・ペピトーン/
ガラクトン人のビジネスマン。ライボフレイベン王国を侵略しガラクタランドを建設しようとしたが、バスケットボール対決に敗れた後ガラクトンの警察に逮捕された。
マーレイ・ウィリアムス（Murray Williams）
声：デイブ・クーリエ/
バスケットボール対決で負傷者が続出したプロハイアス達の助っ人として現れた謎の男。
登場エピソードのオマージュ元映画、スペース・ジャムに登場したビル・マーレイ（Bill Murray）が元ネタ。
クイーン・サーモン・エラ（Queen Salmon Ella）
声：キャンディ・ミロ/
プロハイアス達がオムニバスの招待状を届けるために訪れたレベル11の洞窟の最奥に住んでいるサーモンの女王。
今の場所の居心地が良いからと最初は招待を拒んでいたが、プロハイアス達が洞窟をめちゃくちゃにしたためオムニバス邸の水槽に移り住むことになった。
ネディの突進をビンタで叩き落すほど肉弾戦が強い。
ジダン・フォードア巡査（Officer Zidane Fordor）
声：カイル・キャロッツァ/
ライボフレイベン警察の巡査。

## マジソード
マジソード（Magiswords)は様々な形と能力を持つ剣の総称。意識を持って自立行動するタイプ、剣からエネルギーを放出するタイプ、剣から物質を放出するタイプ、剣自体が機能するタイプなどがある。
マジソードから出した食べ物は味がするものの栄養はない。
複数同時に使用することでスーパーチームワークコンボ（Super Teamwork Combo）と呼ばれる攻撃を繰り出すことが出来る。
マジソード、スーパーチームワークコンボの詳細はマジソードを参照。

## スタッフ

### メインスタッフ
- 原作・監督 -  カイル・A・キャロッツァ
- 制作統括 - ニック・バートナジー・ジュニア
- スーパーバイジングディレクター - ケン・ミッチロニー
- キャラクターデザイン・色彩設定 - カイル・A・キャロッツァ、リンゼイ・スミス・キャロッツァ、リサ・ゴンザレス、デヴィッド・バロン、他
- 背景デザイン・色彩設定 - アヌシュ・シャギニアン、グレゴリー・ボウ、アロン・ジェーン・シェイ
- テクニカルディレクター - ショーン・トシキアン
- ピクチャー編集 - ロブ・ゲッチマン、トム・ブラウンガート
- キャスティング・録音監督 - クリスティ・リード
- チーフサウンドエディター - ダイスケ・サワ
- 録音編集 - マシュー・J・ブラウン
- 音楽 - カイル・A・キャロッツァ、アンディ・パリー、ジェイク・ポスナー
- プロデューサー - ブレント・タナー
- エグゼクティブ・プロデューサー - トラム・ウィグゼル、ジェニファー・ペルフリー、ブライアン・A・ミラー、ロブ・ソーチャー
- アニメーション制作 - カートゥーン・ネットワーク・スタジオ
- 制作協力 - Inspidia
- 製作 - カートゥーン ネットワーク

### 日本語版スタッフ
- 日本語版制作 - カートゥーン・ネットワーク

## 各話リスト

### ミニエピソード

#### シリーズ1
日本未放送。
| 話数 | サブタイトル | 原題                     | 初回放送日    | 初回放送日 | プロダクション コード |
| 話数 | サブタイトル | 原題                     | 米国          | 日本       | プロダクション コード |
| ---- | ------------ | ------------------------ | ------------- | ---------- | --------------------- |
| 1    |              | To Boulderly Go          | 2015年5月6日  |            | 201                   |
| 2    |              | Pig Iron                 | 2015年5月6日  |            | 202                   |
| 3    |              | Dolphinominal            | 2015年7月1日  |            | 204                   |
| 4    |              | Bark Attack              | 2015年7月1日  |            | 203                   |
| 5    |              | Hands Down               | 2015年8月3日  |            | 206                   |
| 6    |              | The Land Before Slime    | 2015年8月3日  |            | 205                   |
| 7    |              | Zombie Reasonable        | 2015年9月1日  |            | 207                   |
| 8    |              | Attacktus                | 2015年9月1日  |            | 208                   |
| 9    |              | No Robots For Old Men    | 2015年10月1日 |            | 209                   |
| 10   |              | Whose Hyas is it Anyway? | 2015年10月1日 |            | 210                   |

#### シリーズ2
TV放送の他、アプリ「マジモバイル」でも視聴可能。
アプリ版では動画内で各話2回ずつマジソード選択する場面があり、選択したマジソード毎に個別のアニメが流れる。
| 話数 | サブタイトル           | 原題                         | 初回放送日                                          | 初回放送日    | プロダクション コード |
| 話数 | サブタイトル           | 原題                         | 米国                                                | 日本          | プロダクション コード |
| ---- | ---------------------- | ---------------------------- | --------------------------------------------------- | ------------- | --------------------- |
| 1    | ウォーリアーの初仕事   | Warriors for Hire            | 2016年8月15日                                       | 2017年10月1日 | 301                   |
| 2    | ドラゴンの洞窟         | The Desolation of Grup       | 2016年8月22日                                       | 2017年10月1日 | 302                   |
| 3    | プールで大騒ぎ         | Pool Fools                   | 2016年8月29日                                       | 2017年10月1日 | 303                   |
| 4    | ライバル登場           | Too Many Warriors            | 2016年9月5日                                        | 2017年10月1日 | 309                   |
| 5    | ワンちゃんの散歩？！   | Walkies                      | 2016年9月12日                                       | 2017年10月1日 | 311                   |
| 6    | ニセモノあらわる       | Identity Theft               | 2016年9月19日                                       | 2017年10月1日 | 308                   |
| 7    | クモの縄張り           | Stairways & Spiders          | 2016年10月10日                                      | 2017年10月1日 | 307                   |
| 8    | 睡眠は大事！           | Vambre's Brain               | 2016年10月24日                                      | 2017年10月1日 | 310                   |
| 9    | 謎の本を探せ           | Do We Decimal System?        | 2016年11月7日                                       | 2017年10月1日 | 312                   |
| 10   | 飼ってもいい？         | Can I Keep Him?              | 2016年11月11日(MagiMobile) 2016年11月21日(CN Video) | 2017年10月1日 | 313                   |
| 11   | うさちゃんをハッピーに | The Saddest Little Bunny     | 2016年11月11日(MagiMobile) 2016年12月5日(CN Video)  | 2017年10月1日 | 315                   |
| 12   | 本屋さんの恋           | Bookish                      | 2016年11月11日(MagiMobile) 2016年12月19日(CN Video) | 2017年10月1日 | 316                   |
| 13   | おつとめグラップ       | Working Grup                 | 2016年11月11日(MagiMobile) 2017年2月13日(CN Video)  | 2017年10月1日 | 319                   |
| 14   | スリのフィル           | Phil's in the House          | 2016年11月11日(MagiMobile) 2017年2月13日(CN Video)  | 2017年10月1日 | 317                   |
| 15   | マスクの番人           | Keeper of the Mask           | 2016年11月11日(MagiMobile) 2017年5月26日(CN Video)  | 2017年10月1日 | 304                   |
| 16   | マフィンの王様         | Do You Know the Muffin King? | 2016年11月11日(MagiMobile) 2017年5月26日(CN Video)  | 2017年10月1日 | 305                   |
| 17   | 口真似フランケンショー | The Curse of Dummystein      | 2016年11月11日(MagiMobile) 2017年5月26日(CN Video)  | 2017年10月1日 | 306                   |
| 18   | もう1回歌って！！      | Play That Song Again         | 2016年11月11日(MagiMobile) 2017年5月26日(CN Video)  | 2017年10月1日 | 314                   |
| 19   | オレ様はフロンク       | Flonk Stakes                 | 2016年11月11日(MagiMobile) 2017年5月26日(CN Video)  | 2017年10月1日 | 318                   |
| 20   | 農場の思い出           | Flashback Farms              | 2016年11月11日(MagiMobile) 2017年5月26日(CN Video)  | 2017年10月1日 | 320                   |

#### シリーズ3
プロハイアスとバンブルのアドベンチャー・スクール時代のエピソード。日本未放送。
| 話数 | サブタイトル | 原題                                                | 初回放送日   | 初回放送日 | プロダクション コード |
| 話数 | サブタイトル | 原題                                                | 米国         | 日本       | プロダクション コード |
| ---- | ------------ | --------------------------------------------------- | ------------ | ---------- | --------------------- |
| 1    |              | Adventure Academy: Adventure Academy 101            | 2017年6月6日 |            | 211                   |
| 2    |              | Adventure Academy: Dino Ducking                     | 2017年6月6日 |            | 212                   |
| 3    |              | Adventure Academy: Sluggernaut                      | 2017年6月6日 |            | 213                   |
| 4    |              | Adventure Academy: Weather or Naught                | 2017年6月6日 |            | 214                   |
| 5    |              | Adventure Academy: Ham of Glory                     | 2017年6月6日 |            | 215                   |
| 6    |              | Adventure Academy: Dragonators                      | 2017年6月6日 |            | 216                   |
| 7    |              | Adventure Academy: Fickle Fishing                   | 2017年6月6日 |            | 217                   |
| 8    |              | Adventure Academy: Barren Quicksand                 | 2017年6月6日 |            | 218                   |
| 9    |              | Adventure Academy: Royal Tower Rescue               | 2017年6月6日 |            | 219                   |
| 10   |              | Adventure Academy: Whack a Shark                    | 2017年6月6日 |            | 220                   |
| 11   |              | Adventure Academy: Trollblin Thumb Wrestling        | 2017年6月6日 |            | 221                   |
| 12   |              | Adventure Academy: Enchanted Tree Chopping          | 2017年6月6日 |            | 222                   |
| 13   |              | Adventure Academy: Barking Broccoli Spider Barkdown | 2017年6月6日 |            | 223                   |
| 14   |              | Adventure Academy: Passe Pirate                     | 2017年6月6日 |            | 224                   |
| 15   |              | Adventure Academy: Meatier Milking                  | 2017年6月6日 |            | 225                   |
| 16   |              | Adventure Academy: Snow Decoy                       | 2017年6月6日 |            | 226                   |
| 17   |              | Adventure Academy: Sheepy Jungle Shearing           | 2017年6月6日 |            | 227                   |
| 18   |              | Adventure Academy: Delirious Dancing                | 2017年6月6日 |            | 228                   |
| 19   |              | Adventure Academy: The Thousand Eye Stare           | 2017年6月6日 |            | 229                   |
| 20   |              | Adventure Academy: Oasis of Fear                    | 2017年6月6日 |            | 230                   |

### TVシリーズ

#### パイロット版
| 話数 | 原題              | 放送日        |
| ---- | ----------------- | ------------- |
| 1    | Warriors for Hire | 2015年8月15日 |

#### シーズン1
| 話数  | サブタイトル                 | 原題                                          | 初回放送日     | 初回放送日     | プロダクション コード |
| 話数  | サブタイトル                 | 原題                                          | 米国           | 日本           | プロダクション コード |
| ----- | ---------------------------- | --------------------------------------------- | -------------- | -------------- | --------------------- |
| 1     | 消えた使者を捜せ             | The Mystery of Loch Mess                      | 2016年9月29日  | 2017年7月2日   | 601                   |
| 2     | 黄金のドングリひろい         | Squirreled Domination                         | 2016年9月29日  | 2017年7月9日   | 602                   |
| 3     | ファッションよりバトルしたい | Case Clothed                                  | 2016年10月6日  | 2017年7月16日  | 603                   |
| 4     | オムニバス家の留守番         | Surely You Jest-O                             | 2016年10月13日 | 2017年7月23日  | 604                   |
| 5     | クサイよ グラップ            | Cleanliness Is Next to Grupliness             | 2016年10月20日 | 2017年8月6日   | 605                   |
| 6     | キノコとカボチャの対決       | Mushroom Menace                               | 2016年10月27日 | 2017年8月20日  | 607                   |
| 7     | 恋する幽霊                   | Flirty Phantom                                | 2016年10月27日 | 2017年8月27日  | 608                   |
| 8     | ネディを追い出そう           | The Wrath of Neddy                            | 2016年11月3日  | 2017年8月13日  | 606                   |
| 9     | 病を治すウロコ               | Working for Scales                            | 2016年11月7日  | 2017年12月3日  | 609                   |
| 10    | ガトーのワナ                 | Felonious Prose                               | 2016年11月8日  | 2017年12月10日 | 610                   |
| 11    | 魔女の薬を作ろう             | Potion in the Ocean                           | 2016年11月9日  | 2017年12月17日 | 611                   |
| 12    | 良い警官 悪い警官            | Bad Bad Cop                                   | 2016年11月10日 | 2018年2月4日   | 612                   |
| 13    | エンターテイナー グラップ    | Gotta Get Grup to Get Down                    | 2016年11月11日 | 2018年2月11日  | 613                   |
| 14    | ヒツジの森のお宝             | Thick as Thieves                              | 2016年11月14日 | 2018年2月18日  | 614                   |
| 15    | ヒーローに救われたい         | Biggest Fan                                   | 2016年11月15日 | 2018年4月1日   | 615                   |
| 16    | アルバイトは簡単！？         | Dungeons and Dayjobs                          | 2016年11月16日 | 2018年4月8日   | 616                   |
| 17    | 最高の相棒？！               | Little Sword of Horrors                       | 2016年11月17日 | 2018年4月15日  | 617                   |
| 18    | ワッフルvsパンケーキ         | Champion of Breakfasts                        | 2016年11月18日 | 2018年4月22日  | 618                   |
| 19    | 盗まれたマジソード           | Gut Feelings                                  | 2016年12月1日  | 2018年4月29日  | 619                   |
| 20    | ノヴィルの勇気               | The Tome of Morrow                            | 2017年1月27日  | 2018年6月10日  | 621                   |
| 21    | ケンカはほどほどに           | Share and Share Dislike                       | 2017年2月3日   | 2018年6月17日  | 622                   |
| 22    | ライボフレイベン・グラップス | Grup Jam                                      | 2017年2月17日  | 2018年6月3日   | 620                   |
| 23    | 暴走するカツラ               | Bad Man Oldman                                | 2017年7月1日   | 2018年6月24日  | 625                   |
| 24    | シモーン 魔法の道に入る？    | Witchy Simone Ruins Everything                | 2017年7月2日   | 2018年9月24日  | 626                   |
| 25    | ３人は親友！                 | Strange Nedfellows                            | 2017年7月3日   | 2018年9月24日  | 627                   |
| 26    |                              | Action Comedy                                 | 2017年7月4日   |                | 629                   |
| 27    |                              | Random Acts of Memory                         | 2017年7月5日   |                | 630                   |
| 28    |                              | Elect to Decline                              | 2017年7月6日   |                | 631                   |
| 29    |                              | They See Me Trollblin                         | 2017年7月7日   |                | 633                   |
| 30    |                              | Hideous Hound                                 | 2017年7月8日   |                | 634                   |
| 31    |                              | Getting Ahead                                 | 2017年7月9日   |                | 635                   |
| 32    |                              | The Cave of Gelatinous Doom!                  | 2017年7月10日  |                | 636                   |
| 33    |                              | Pachydermus Interruptus                       | 2017年7月11日  |                | 637                   |
| 34    |                              | Squideo Games                                 | 2017年7月12日  |                | 638                   |
| 35    |                              | Sibling Sorcery                               | 2017年7月13日  |                | 639                   |
| 36    |                              | Don't Read the Comments                       | 2017年7月14日  |                | 640                   |
| 37    |                              | Hoppus the Hunted                             | 2017年7月17日  |                | 641                   |
| 38    |                              | Transylbabies                                 | 2017年7月17日  |                | 642                   |
| 39    |                              | Bureaucrophobia                               | 2017年7月18日  |                | 643                   |
| 40    |                              | Continue?                                     | 2017年7月18日  |                | 644                   |
| 41    |                              | Hunting for Scavengers                        | 2017年7月19日  |                | 645                   |
| 42    |                              | Get That BORFL!                               | 2017年7月20日  |                | 646                   |
| 43    |                              | Unconventional Dolphinism                     | 2017年7月21日  |                | 647                   |
| 44    |                              | Letter Wronging Campaign                      | 2017年7月22日  |                | 649                   |
| 45-46 |                              | The Saga of Robopiggeh!                       | 2017年7月23日  |                | 623-624               |
| 47    | 戦士にもオフは必要           | Bad Heir Day                                  | 2018年4月15日  | 2018年9月24日  | 628                   |
| 48    |                              | Docky & Buford's Decidedly Pathetic Adventure | 2018年4月15日  |                | 632                   |
| 49    |                              | School's In, Oh Bummer!                       | 2018年4月22日  |                | 648                   |
| 50    |                              | Taming of the Swords                          | 2018年4月22日  |                | 650                   |
| 51-52 |                              | Quest for Knowledge                           | 2018年4月29日  |                | 651-652               |

#### シーズン2
| 話数  | サブタイトル | 原題                                                 | 初回放送日                         | 初回放送日 | プロダクション コード |
| 話数  | サブタイトル | 原題                                                 | 米国                               | 日本       | プロダクション コード |
| ----- | ------------ | ---------------------------------------------------- | ---------------------------------- | ---------- | --------------------- |
| 1     |              | Collection Infection                                 | 2018年4月30日                      |            | 653                   |
| 2     |              | To Balderly Go                                       | 2018年5月1日                       |            | 654                   |
| 3     |              | For the Love of Narwhal!                             | 2018年5月2日                       |            | 655                   |
| 4     |              | Winning at Whining                                   | 2018年5月3日                       |            | 656                   |
| 5     |              | Suitable Armor                                       | 2018年5月4日                       |            | 657                   |
| 6     |              | Changeable Terraingable                              | 2018年5月7日                       |            | 658                   |
| 7     |              | Fixing-a-Flonk!                                      | 2018年5月8日                       |            | 659                   |
| 8     |              | What's My Name? Starring Vambre and Prohyas Warrior! | 2018年5月9日                       |            | 660                   |
| 9     |              | Ain't That A Kick In The Side?                       | 2018年5月10日                      |            | 661                   |
| 10    |              | Vambre's Guilty Pleasure                             | 2018年5月11日                      |            | 662                   |
| 11    |              | The Status of Cattus                                 | 2018年5月14日                      |            | 663                   |
| 12    |              | GOAT!                                                | 2018年5月15日                      |            | 664                   |
| 13    |              | Team of Broccoli                                     | 2018年5月16日                      |            | 665                   |
| 14    |              | Mall of Shame                                        | 2018年5月17日                      |            | 666                   |
| 15    |              | Agent of Destruction                                 | 2018年5月18日                      |            | 667                   |
| 16    |              | Straining Day                                        | 2018年5月21日                      |            | 668                   |
| 17    |              | Dunkadelic                                           | 2018年5月22日                      |            | 669                   |
| 18-19 |              | The Incredible Tiny Warriors                         | 2018年5月23日                      |            | 670-671               |
| 20    |              | Helping Cattus Help                                  | 2018年5月24日                      |            | 672                   |
| 21    |              | Warts and All                                        | 2018年8月23日 (CN website, CN app) |            | 673                   |
| 22    |              | Too Commercial                                       | 2018年8月23日 (CN website, CN app) |            | 674                   |
| 23    |              | Like Water for Bimm                                  | 2018年8月23日 (CN website, CN app) |            | 675                   |
| 24    |              | The Pecking Order                                    | 2018年8月23日 (CN website, CN app) |            | 676                   |
| 25    |              | Manlier Fish the Fishlier Man                        | 2018年8月23日 (CN website, CN app) |            | 677                   |
| 26    |              | The Lanolion Sleeps Tonight                          | 2018年8月23日 (CN website, CN app) |            | 678                   |
| 27    |              | The Ballad of Sailor Sidney                          | 2018年8月23日 (CN website, CN app) |            | 679                   |
| 28    |              | Extreme Dreams                                       | 2018年8月23日 (CN website, CN app) |            | 680                   |
| 29    |              | Forever a Fishstick                                  | 2018年8月23日 (CN website, CN app) |            | 681                   |
| 30    |              | Sorry for Party-Oching                               | 2018年8月23日 (CN website, CN app) |            | 682                   |
| 31    |              | A Mind is a Terrible Thing                           | 2018年8月23日 (CN website, CN app) |            | 683                   |
| 32    |              | Bewitched, Bothered and Bothered Some More!          | 2018年8月23日 (CN website, CN app) |            | 684                   |
| 33    |              | Train on a Snake                                     | 2018年8月23日 (CN website, CN app) |            | 685                   |
| 34    |              | King of the Zombeez                                  | 2018年8月23日 (CN website, CN app) |            | 686                   |
| 35    |              | Hiccup the Volume                                    | 2018年8月23日 (CN website, CN app) |            | 687                   |
| 36    |              | Ghosthaste                                           | 2018年8月23日 (CN website, CN app) |            | 688                   |
| 37    |              | Hangry Hangry Hoppus                                 | 2018年8月23日 (CN website, CN app) |            | 689                   |
| 38    |              | Pachydermus Packard and The Camp of Fantasy          | 2018年8月23日 (CN website, CN app) |            | 690                   |
| 39-40 |              | Let's Team Up Because We Aren't Bad Friends          | 2018年8月23日 (CN website, CN app) |            | 691-692               |